# Synargris inermis
Synargris inermis är en stekeartl som beskrevs av Alexander Mocsáry 1903.
Synargris inermis ingår i släktet Synargris och familjen Eumenidae. Inga underarter finns listade i Catalogue of Life.